# Jo Yeong-wook
 (29 septembre 2016).
Dans ce nom coréen, le nom de famille, Jo, précède le nom personnel.
Jo Yeong-wook (hangeul : 조영욱) est un compositeur de musiques de films sud-coréen, né le 1er janvier 1962. Il est surtout connu pour ses collaborations avec le réalisateur Park Chan-wook.

## Filmographie

### Compositeur
- 1997 : The Contact (접속) de Jang Yoon-hyeon
- 1998 : The Quiet Family (조용한 가족) de Kim Jee-woon
- 1998 : Haega seojjogeseo ddeundamyeon de Lee Eun
- 1999 : Tell Me Something (텔 미 썸딩) de Jang Yoon-hyeon
- 1999 : Happy End de Jeong Ji-woo
- 2000 : Bloody Beach (해변으로 가다) de Kim In-soo
- 2000 : Joint Security Area (공동경비구역 JSA) de Park Chan-wook
- 2001 : A Day de Han Ji-seung
- 2002 : Public Enemy (공공의 적) de Kang Woo-seok
- 2002 : Ardor (밀애) de Byeon Yeong-joo
- 2003 : The Classic (클래식) de Kwak Jae-yong
- 2003 : Old Boy (올드보이) de Park Chan-wook
- 2003 : Silmido (실미도) de Kang Woo-seok
- 2003 : Too Beautiful To Lie (그녀를 믿지 마세요) de Bae Hyeong-joon
- 2003 : If You Were Me (그녀를 믿지 마세요) de Jeong Jae-eun, Yim Soon-rye, Yeo Kyeon-dong, Park Chan-wook, Park Jin-pyo et Park Kwang-su
- 2004 : Some (썸) de Jang Yoon-hyeon
- 2004 : Lovely Rivals (여선생 vs 여제자) de Jang Gyoo-seong
- 2004 : Flying Boys (발레 교습소) de Byeon Yeong-joo
- 2005 : Blood Rain (혈의 누) de Kim Dae-seung
- 2005 : Lady Vengeance (친절한 금자씨) de Park Chan-wook
- 2006 : A Dirty Carnival (비열한 거리) de Yoo Ha
- 2006 : Trace of Love (가을로) de Kim Dae-seung
- 2007 : Je suis un cyborg (싸이보그지만 괜찮아) de Park Chan-wook
- 2007 : Miss Gold Digger (용의주도 미스 신) de Park Yong-jib
- 2008 : Public Enemy Returns (강철중: 공공의 적 1-1) de Kang Woo-seok
- 2009 : Thirst, ceci est mon sang (박쥐) de Park Chan-wook
- 2009 : White Night (백야행 - 하얀 어둠 속을 걷다) de Park Shin-woo
- 2009 : Moss (이끼) de Kang Woo-seok
- 2010 : The Unjust (부당거래) de Ryoo Seung-wan
- 2011 : GLove (글러브) de Kang Woo-seok
- 2011 : If You Were Me 5 (시선 너머) de Boo Ji-young, Kang Yi-kwan, Kim Dae-seung, Sin Dong-il et Yoon Sung-hyun
- 2011 : The Client (의뢰인) de Sohn Young-sung
- 2012 : Nameless Gangster (범죄와의 전쟁 : 나쁜놈들 전성시대) de Yoon Jong-bin
- 2012 : The Concubine (후궁 : 제왕의 첩) de Kim Dae-seung
- 2013 : The Agent (베를린) de Ryoo Seung-wan
- 2013 : New World (신세계) de Park Hoon-jeong
- 2013 : Fist of Legend (전설의 주먹) de Kang Woo-seok
- 2013 : Mai Ratima (마이 라띠마) de Yoo Ji-tae
- 2016 : Mademoiselle (아가씨) de Park Chan-wook
- 2018 : The Little Drummer Girl, série de Park Chan-wook
- 2019 : Mal-Mo-E: The Secret Mission (말모이) d'Uhm Yoo-Na
- 2019 : Innocent Witness (증인) de Lee Han
- 2019 : Le Gangster, le Flic et l'Assassin (사바하) de Lee Won-tae
- 2020 : The Closet (클로젯) de Kim Kwang-bin
- 2022 : Decision to Leave (헤어질 결심) de Park Chan-wook
- 2024 : Revolver (리볼버) de Oh Seung-uk
- 2024 : Harbin (하얼빈) de Woo Min-ho
- 2025 : The Match (승부) de Kim Hyeong-joo
- prévu en 2025 : Aucun autre choix (어쩔수가없다) de Park Chan-wook

### Producteur
- 2005 : Lady Vengeance (친절한 금자씨) de Park Chan-wook